# Joan Baptista Pla
Joan Baptista Pla i Agustí (* um 1720 in Balaguer (Katalonien); † um 1773 in Stuttgart) war ein spanischer Komponist und Oboist.

## Leben und Wirken
Joan Baptista entstammte einer katalanischen Musikerfamilie. Er war gemeinsam mit seinem Bruder José Pla (1728–1762) Kammermusiker. Nach 1751 bereisten sie die meisten europäischen Hauptstädte, darunter Padua, Stuttgart, Brüssel, Paris und London. Nach dem Tode von José 1762 ließ sich Joan Baptista in Lissabon als Oboist, Fagottist und Dulzianspieler nieder.
Aus dem Werk der Pla-Brüder sind hunderte Manuskripte, Abschriften und einige alte Drucke erhalten. Darunter sind etwa 30 Triosonaten mit Bläserbesetzung sowie einige Konzerte für Flöte und Streicher bekannt. Ein weiterer Bruder, Manuel Pla († 1766), war Violinist und Cembalist am Hof von Madrid.